# Einhornia crustulenta
Einhornia crustulenta är en mossdjursart som först beskrevs av Peter Simon Pallas 1766.  I den svenska databasen Dyntaxa används istället namnet Electra crustulenta. Enligt Catalogue of Life ingår Einhornia crustulenta i släktet Einhornia och familjen Electridae, men enligt Dyntaxa är tillhörigheten istället släktet Electra och familjen Electridae. Arten är reproducerande i Sverige. Inga underarter finns listade i Catalogue of Life.